# Netball
Netbol é um desporto muito popular nos países da Commonwealth, praticado principalmente por mulheres. É jogado entre 2 equipas de 7 jogadores cada. O esporte antigamente era conhecido como "basquetebol de mulheres". Segundo a World Netball, o esporte é praticado por mais de 20 milhões de pessoas em mais de 80 países.

## História
A história do netball começou quando Clara Bair interpretou mal as primeiras regras do novo desporto de James Naismith, o basquetebol, e acabou por se tornar um desporto de pleno direito. O basquetebol, inventado em 1891, era originalmente jogado em recintos fechados entre duas equipas de nove jogadores, utilizando uma bola de futebol que era lançada para cestos de pêssego fechados. O jogo de Naismith espalhou-se rapidamente pelos Estados Unidos e não tardaram a aparecer variações das regras. 
Ao mesmo tempo, em 1892, a professora de educação física Senda Berenson desenvolveu regras modificadas para as mulheres. As regras de Berenson acabaram por levar ao aparecimento do basquetebol feminino e, por volta da mesma altura, foram desenvolvidas regras intercolegiais separadas para o basquetebol masculino e feminino.
Em 1893, Martina Bergman-Esterberg apresentou a sua versão do basquetebol às alunas do College of Physical Training em Hampstead, Londres. As regras do jogo universitário mudaram ao longo dos anos: o jogo passou a ser jogado ao ar livre e na relva; os cestos foram substituídos por anéis com redes; e em 1897 e 1899, foram incorporadas as regras do basquetebol feminino nos Estados Unidos. O novo desporto de Esterberg chamava-se "bola limpa". As primeiras regras codificadas do netball foram publicadas em 1901 pela Ling Association, mais tarde United Kingdom Physical Education Association. A partir de Inglaterra, o netbol espalhou-se por outros países do Império Britânico. As diferentes regiões desenvolveram as suas próprias variações de regras e até de nomes para o desporto: o "basquetebol feminino (de rua)" surgiu na Austrália por volta de 1900 e na Nova Zelândia em 1906, enquanto o "netball" era jogado nas escolas da Jamaica já em 1909.
Em 1963, realizou-se o primeiro torneio internacional em Eastbourne, Inglaterra. Inicialmente designado por Torneio Mundial, passou mais tarde a ser conhecido por Campeonato Mundial de Netbol.

## Uniformes
Netball é mais jogado por mulheres, os trajes usados são vestidos com shorts por baixo, esse tipo de roupa usa-se para diferenciar do basquete feminino tradicional, onde as mulheres usam as roupas iguais as masculinas (calção e regata).

## Regras
O objetivo principal é encestar uma bola grande num arco colocado a 3 metros do solo em cada um dos extremos do campo. Tem regras parecidas com as do basquetebol, contudo com diferenças que transformam a dinâmica do jogo, diferenciando-os entre si. Por exemplo: no netball os jogadores não podem dar um passo enquanto seguram a bola, mas podem girar sobre um pé (pivô) antes de passarem a bola a outro jogador.
| Dimensões de uma quadra de netball. |
| Dimensões de uma quadra de netball. |